# 東満省
東満省（とうまん-しょう）は満洲国にかつて存在した省。

## 歴史
1945年5月28日、満洲国政府は東満総省を廃止した際に、旧牡丹江省及び東安省地区に新たに東満省を設置した。
満洲国崩壊と共に東満省も自然消滅し、旧東満省地区には綏寧省牡丹江専区及び合江省東安専区が設置された。

## 行政区画
東満省は2区域に区分された。
- 牡丹江:牡丹江市、綏陽県、東寧県、穆棱県、寧安県
- 東安:東安市、密山県、鶏寧県、虎林県、林口県、宝清県、饒河県、勃利県

## 設置
1945年5月、満洲国政府により東満総省廃止と共に東満省が新設される。

## 廃止
1945年8月、満洲国崩壊と共に自然消滅。

## 歴代省長
特記なき場合『世界諸国の制度・組織・人事 : 1840-2000』による。
- 五十子巻三：1945年6月1日 - （終戦）